# Zion Christian Church

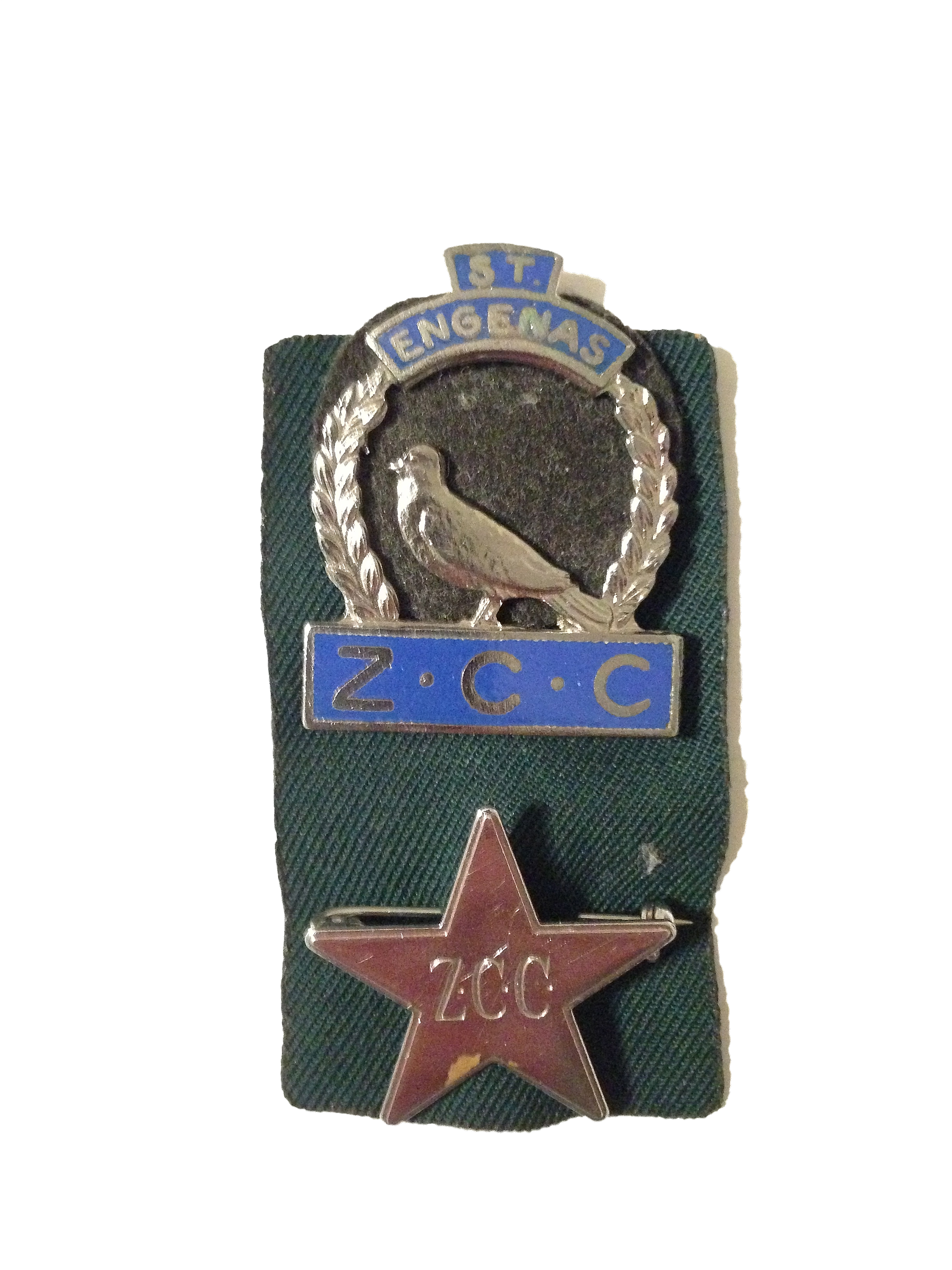
Anstecknadeln der zwei Kongregationen der Zion Christian Church

Die Zion Christian Church (ZCC) (sinngemäß in Deutsch: Christliche Zionskirche) ist die mitgliederstärkste und größte afrikanische Kirche in der Republik Südafrika und Eswatini. Der Name Zion beschreibt einerseits eine pfingstlich-charismatische, evangelikale und episkopale Ausrichtung und rekurriert andererseits auf den biblisch erwähnten Berg Zion in Israel.
Das Hauptquartier der Kirche befindet sich in Moria (Provinz Limpopo). Sie ist in zwei Gemeinschaften aufgeteilt, die von Barnabas Lekganyane und Saint Engenas Lekganyane, den Enkelsöhnen des ursprünglichen Gründers, geführt werden.

## Geschichte

### Gründung und Anfänge
Die Zion Christian Church wurde 1924 vom Farmarbeiter Joseph Engenas Matlhakane Lekganyane gegründet, einem ehemaligen Anhänger der Free Church of Scotland, Apostolic Faith Mission und der Zion Apostolic Church. Mitglieder der ZCC führen die Gründung auf eine persönliche Offenbarung zurück, die Lekganyane im Jahr 1910 von Gott erhalten haben soll. Den Ursprung nahm die Kirche in dessen Heimatstadt Thabakgone, nahe Polokwane in Südafrikas Provinz Limpopo. Bis zum Jahr 1942, als die Kirche staatlich registriert und anerkannt wurde, hatten sich bereits Gemeinden in Botswana und Simbabwe entwickelt. Die frühe Kirche wurde stark durch die Lehren der Christian Catholic Apostolic Church von John Alexander Dowie geprägt, die in den USA in Zion, Illinois, gegründet wurde und deren Lehren 1908 mit dem Pfingstmissionar John G. Lake nach Johannesburg kamen. Diese „Zion“-Kirche bekam Einfluss in Südafrika, als Daniel Bryant 1904 mehrere Einwohner taufte. Als Gegengewicht gegen die Missionskirchen gewann die ZCC schnell an Bedeutung. In dieser Kirche wurde der traditionelle afrikanische Glaube mit strenger christlicher Lehre zusammengefasst, wodurch sich die rasche Verbreitung unter den schwarzen Bewohnern erklärt.
Nach Engenas Lekganyanes Tod 1948 stritten dessen Söhne Joseph und Edward um die Nachfolge als Kirchenführer. Während Joseph der von Engenas bestimmte Erbe als Kirchenführer war, wurde seine Leitung von seinem älteren Bruder Edward und einigen Kirchenmitgliedern angefochten. In dessen Augen war der Ältere nach traditionellem Brauch der rechtmäßige Erbe, denn unter den Bapedi war immer der älteste Sohn Nachfolger des Vaters.
Die Edward-Fraktion sollen Hütten von Josephs Anhängern niedergebrannt haben, um sie auf diese Art einzuschüchtern. Als jede Hütte lichterloh brannte, tanzten und sangen die Anhänger Edwards ein Lied mit dem Inhalt: u yasha umkhukhu (deutsch: „eine Hütte brennt“). Mit diesem Lied, das in isiZulu gesungen wurde, wurde durch Edward-gesinnte Gastarbeiter begonnen, was später unter Reef (deutsch: „Riff“) bekannt wurde. Das Tanzmuster, das sie gestaltet hatten, wurde innerhalb der Edward-Fraktion bekannt und hat sich bis heute erhalten. Mokhukhu wurden die Hütten genannt, die das Edward-Lager nach dem Konflikt begründete. In der Sepedi-Sprache bedeutet das Wort mokhukhu eine „Hütte“ oder ein „Shanty“. Im Hauptquartier der ZCC in Zion City Moira, 40 Kilometer östlich Polokwane (Pietersburg) in der Provinz Limpopo (früher Northern Province), gibt es viele solcher Hütten. Heute allerdings gilt der Name für das Tanzmuster und die Darsteller. Mokhukhu tanzen ausschließlich die männlichen Kirchenmitglieder, die dabei springen und fest auf den Boden stampfen, um das Böse niederzutreten. Der Tanz wird von Gesang begleitet und kann mehrere Stunden – teilweise die ganze Nacht – andauern.
Im Ergebnis der Streitigkeiten wurde Edwards Fraktion „Zion Christian Church“ genannt, durch das Beibehalten des ursprünglichen Namens der Kirche durch Engenas soll Edward als legitimer Nachfolger seines Vaters belegt werden. Die aktuelle Zion Christian Church wird von Edward Lekganyanes Sohn Barnabas Lekganyane geleitet.
Josephs Lager setzte den Namen „St. Engenas Zion Christian Church“ für ihre Gruppierung und sie bestanden auf ihrer „gerechtfertigten Verbindung“ zum Gründer. So wird Mokhukhu nur in „Edwards Zion Christian Church“ genutzt, wohl um die Führung von Josephs Gruppierung an die unglücklichen Erinnerungen (das deren Hütten verloren gingen) zu erinnern. Mokhukhu hat einen zentralen Platz in der Gemeinde und einige Mitglieder der Kirche führen es auf den Ausdruck motheo wa Kereke (deutsch: „Die Gründung der Kirche“) zurück. Die Zion Christian Church nutzt das Symbol des Sterns und die St. Engenas Zion Christian Church das Symbol der Taube zur Identifikation. Diese Abzeichen werden von vielen Mitgliedern auch im Alltag getragen.

### Entwicklungen bis heute
Die Zion Christian Church ist die größte der afrikanischen Kirchen in Südafrika und Eswatini und im ganzen Land vertreten. Sie gehört zu den sogenannten „unabhängigen Kirchen in Südafrika“ (African Initiated oder Independent Churches, kurz: AIC's), die nicht unter Führung von Weißen stehen.
Nach Darlegungen von Lukhaimane ging die ZCC aus persönlichen Differenzen zwischen Engenas Lekganyane und den Ältesten der Zion Apostolic Church sowie der Zion Apostolic Faith Mission hervor – Kirchen, in denen Lekganyane einst Mitglied war. Deshalb entwickelte sich auch in der ZCC eine trennende von Schwarzen zu Schwarzen-Struktur. Typisch für die Zion Christian Church innerhalb der separatistischen oder unabhängigen Bewegung ist die häufige Betonung der Aufrechterhaltung von bestimmten afrikanischen Sitten und Normen.
Grundlegendes Merkmal der ZCC als zionistische Organisation ist die „Heilung durch Gott und Glauben, Reinigungsriten, Tanz während der Zeremonie, nächtliche Zusammenkünfte, Flusstaufen, Bezug zum Heiligen Geist und Prophetien“. Um Gebets- und Gesprächszusammenkünfte anzubieten, sind mehrere Einrichtungen innerhalb der Gemeinde aufgebaut worden. Die größte Feierlichkeit der Kirche ist das jährliche Osterfest, zu dem regelmäßig über eine Million Mitglieder anreisen.
Die wichtigsten sind
- Mokhukhu,
- der Frauen- und Männerchor,
- die Brass Band und
- Nkedi.

Mokhukhu (deutsch: „Tanz der Hütten“) wird von den Mitgliedern als die wichtigste Feierlichkeit von allen gesehen.

## Charakteristika und Glaube

### Charakteristika
- Der Bischof ist der religiöse und administrative Kirchenführer und der (einzige) Mittler zwischen Gott und der Gemeinde. Er soll wie Jesus Christus übernatürliche Taten, bspw. Wunderheilungen, vollbringen können.
- Die Gläubigen teilen sich in der Gemeinde in verschiedene Gruppen nach Alter, Geschlecht oder Anlass auf, die sich unter anderem in ihren unterschiedlichen Uniformen und Sitzordnungen in den Gottesdiensten abbilden (bspw. sitzen unverheiratete Frauen zusammen).
- Die Baruti sind die Ältesten der Kirche und auch sie sollen mit der Kraft des Heiligen Geistes Wunderheilungen vollbringen können.[4]
- Sogenannte Wunderheilungen werden durch Auflegen der Hände erzielt, dabei wird Weihwasser benutzt, es werden gesegneter Tee und Kaffee getrunken sowie gesegnete „Schlieren“ und Kleider getragen.
- Prophetie spielt eine große Rolle in der ZCC. Während der Gottesdienste wird ausgewählten Mitgliedern von Propheten aus der Gemeinde geweissagt.
- Der Konsum von Schweinefleisch und Alkohol ist für Mitglieder der ZCC verboten.
- Die Riten und Gebräuche basieren auf christlicher Tradition und afrikanischer Überlieferung. Trotz der gewollten Abgrenzung von allem „Weißen und Westlichen“ wird die Rückbesinnung auf die eigenen Traditionen mit den Einflüssen der alten Kolonialmacht, wie Uniformen oder Brass Band, kombiniert und zu einer Einheit geformt.

### Glaube
Im Allgemeinen glauben Mitglieder der Zion Christian Church
- Durch Gebete kann man Kontakt mit dem einzigen Gott aufnehmen.
- Die Reinigung von Sünden erfolgt durch Gebet und Buße.
- Der Bischof der Kirche (also das Haupt) predigt Frieden, Respekt und Demut gegenüber Jesus Christus, wobei diese Begriffe in bewusster Abgrenzung zu den anfänglichen Konflikten und Übergriffen gesetzt werden.[2]
- Der Besitz des Geistes ist allein Werk des Heiligen Geistes.

## Verbreitung der ZCC
Die ZCC hat Mitglieder in Südafrika, Botswana, Malawi, Namibia, Eswatini und Simbabwe. Ihre geschätzte Mitgliederzahl variiert je nach Quelle sehr stark zwischen 2 Mio. und 16 Mio. Mitgliedern. Der letzte südafrikanische Zensus von 2001, der Religionszugehörigkeit erfasst hat, spricht von 4,9 Mio. Mitgliedern. Eindeutig zeigt die ZCC sich hier als am schnellsten wachsende afrikanische Kirche Südafrikas.
Eine Auslandsgemeinde der ZCC existiert in Yorkshire, England. Diese Gemeinde wird jährlich von Barnabas Llekganyane selbst besucht. Nach Auskunft aus dem Hauptquartier hat die Kirchgemeinde in Rotherham über 100 Mitglieder. Nach externen Quellen sind diese Mitglieder Einwanderer aus Simbabwe, Südafrika, Botswana, Namibia und Malawi. Die Belege nennen aber auch neue Mitglieder aus Westafrika.